# Geranomyia semifasciata
Geranomyia semifasciata är en tvåvingeart som beskrevs av Enrico Adelelmo Brunetti 1911. Geranomyia semifasciata ingår i släktet Geranomyia och familjen småharkrankar. Inga underarter finns listade i Catalogue of Life.